# Plounévez-Moëdec
Pour les articles homonymes, voir Plounévez.
Plounévez-Moëdec (/plu.ne.ve mwe.dɛk/) est une commune trégorroise du département des Côtes-d'Armor, dans la région Bretagne, en France.

## Géographie

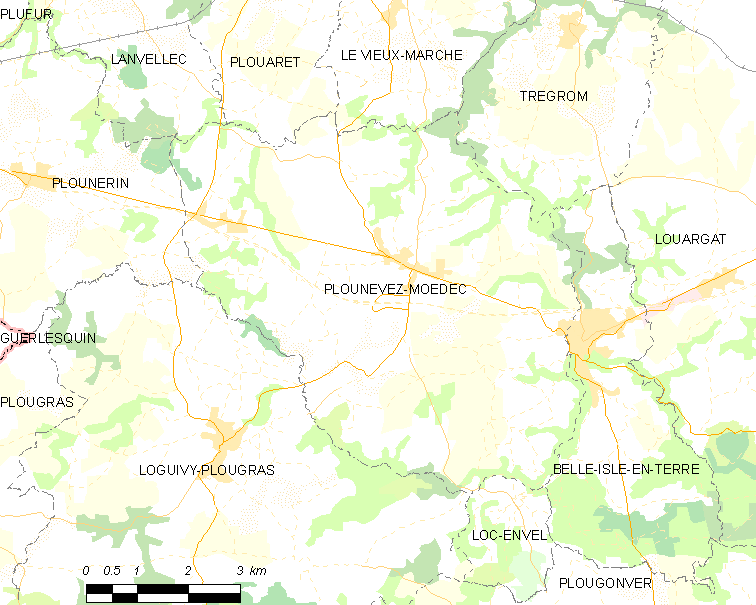
Carte de la commune de Plounévez-Moëdec.

Plounévez-Moëdec est à 25 km de Lannion, de Morlaix et de Guingamp. Situé au nord immédiat de la RN12 qui relie Paris à Brest, le bourg du Trégor se trouve à 20 km de la Manche. Au Nord-Est, le Léguer sépare Plounevez de Trégrom. La commune s'étend également au sud de la route nationale, notamment autour de la chapelle Sainte-Jeune, jusqu'au Guic, rivière qui la sépare de Loguivy-Plougras, Loc-Envel, et Belle-Isle-en-Terre. Le Saint-Ethurien y prend aussi sa source.

### Communes proches
| Lanvellec        | Plouaret, Le Vieux-Marché | Trégrom                       |
| Plounérin        | Plounévez-Moëdec          | Belle-Isle-en-Terre, Louargat |
| Loguivy-Plougras | Loc-Envel                 | Plougonver                    |

### Hydrographie
Pour un article plus général, voir Réseau hydrographique des Côtes-d'Armor.
La commune est située dans le bassin Loire-Bretagne. Elle est drainée par le Léguer, le Guic, le Saint Éturien et le Bouilleno,,.
Le Léguer, d'une longueur de 58 km, prend sa source dans la commune de Bourbriac et se jette  dans la baie de Lannion en limite de Lannion et de Trédrez-Locquémeau, après avoir traversé 15 communes.  Les caractéristiques hydrologiques du Léguer sont données par la station hydrologique située sur la commune de Belle-Isle-en-Terre. Le débit moyen mensuel est de 4,87 m3/s. Le débit moyen journalier maximum est de 67,1 m3/s, atteint lors de la crue du 26 janvier 1995. Le débit instantané maximal est quant à lui de 85,2 m3/s, atteint le 12 décembre 2000.
Le Guic, d'une longueur de 27 km, prend sa source dans la commune de Botsorhel et se jette  dans le Léguer à Belle-Isle-en-Terre, après avoir traversé huit communes. 
Le Saint Éturien, d'une longueur de 13 km, prend sa source dans la commune  et se jette  dans le Léguer à Vieux-Marché. 
Un plan d'eau complète le réseau hydrographique : la retenue de Pont Louars, d'une superficie totale de 0,6 ha (0,27 ha sur la commune),.

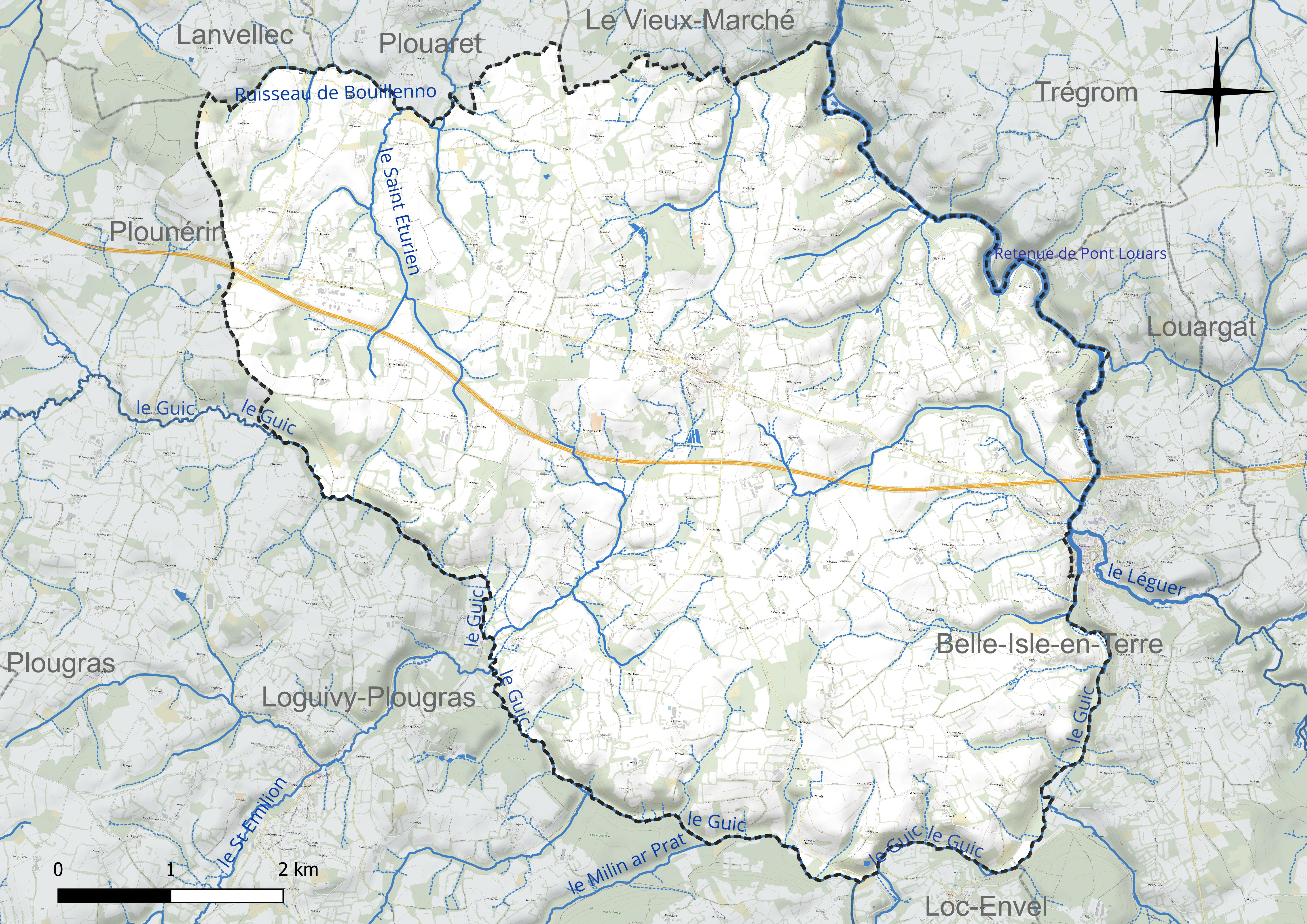
Réseau hydrographique de Plounévez-Moëdec.

### Climat
Pour des articles plus généraux, voir Climat de la Bretagne et Climat des Côtes-d'Armor.
En 2010, le climat de la commune est de type climat océanique franc, selon une étude du CNRS s'appuyant sur une série de données couvrant la période 1971-2000. En 2020, Météo-France publie une typologie des climats de la France métropolitaine dans laquelle la commune est exposée à un climat océanique et est dans la région climatique  Finistère nord, caractérisée par une pluviométrie élevée, des températures douces en hiver (6 °C), fraîches en été et des vents forts. Parallèlement l'observatoire de l'environnement en Bretagne publie en 2020 un zonage climatique de la région Bretagne, s'appuyant sur des données de Météo-France de 2009. La commune est, selon ce zonage, dans la zone « Intérieur  », exposée à un climat médian, à dominante océanique.  
Pour la période 1971-2000, la température annuelle moyenne est de 10,8 °C, avec  une amplitude thermique annuelle de 11,1 °C. Le cumul annuel moyen de précipitations est de 1 075 mm, avec 16 jours de précipitations en janvier et 8,7 jours en juillet. Pour la période 1991-2020, la température moyenne annuelle observée sur la station météorologique la plus proche, située sur la commune de Lannion à 20 km à vol d'oiseau, est de 11,6 °C et le cumul annuel moyen de précipitations est de 929,5 mm,. Pour l'avenir, les paramètres climatiques de la commune estimés pour 2050 selon différents scénarios d'émission de gaz à effet de serre sont consultables sur un site dédié publié par Météo-France en novembre 2022.

## Urbanisme

### Typologie
Au 1er janvier 2024, Plounévez-Moëdec est catégorisée commune rurale à habitat très dispersé, selon la nouvelle grille communale de densité à 7 niveaux définie par l'Insee en 2022.
Elle est située hors unité urbaine et hors attraction des villes,.

### Occupation des sols
L'occupation des sols de la commune, telle qu'elle ressort de la base de données européenne d’occupation biophysique des sols Corine Land Cover (CLC), est marquée par l'importance des territoires agricoles (81,4 % en 2018), en augmentation par rapport à 1990 (78,4 %). La répartition détaillée en 2018 est la suivante : 
zones agricoles hétérogènes (61,8 %), terres arables (19,6 %), forêts (16,2 %), zones urbanisées (2,4 %). L'évolution de l’occupation des sols de la commune et de ses infrastructures peut être observée sur les différentes représentations cartographiques du territoire : la carte de Cassini (XVIIIe siècle), la carte d'état-major (1820-1866) et les cartes ou photos aériennes de l'IGN pour la période actuelle (1950 à aujourd'hui).

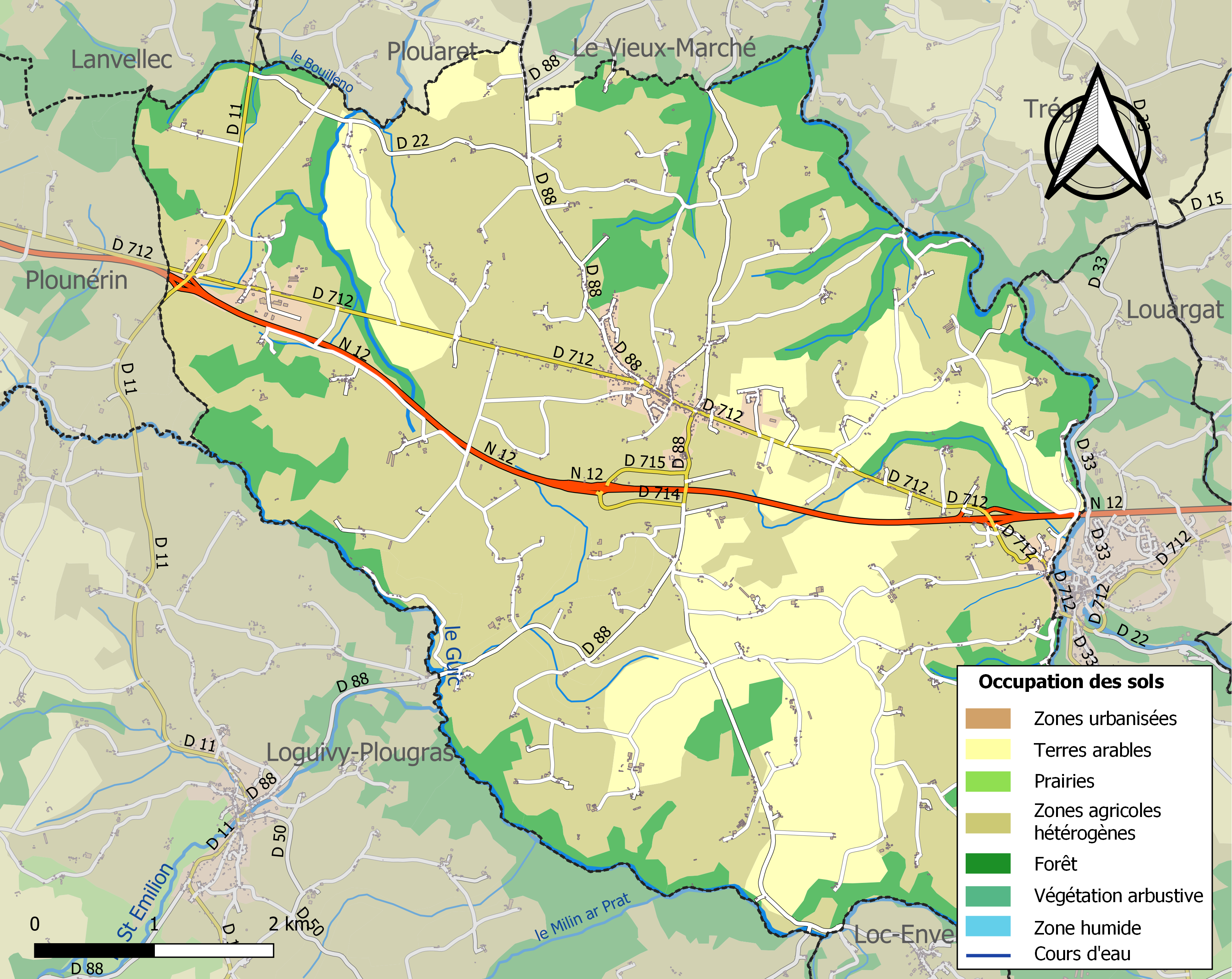
Carte des infrastructures et de l'occupation des sols de la commune en 2018 (CLC).

## Toponymie
Le nom de la localité est attesté sous les formes Plebs Nova en 1297, vers 1330 et vers la fin du XIVe siècle, Ploenevez en 1427 et en 1554, Plounevez dès 1600, Moidec dès 1723, et le nom devient Plounévez-Moëdec peu après.
Plounévez signifie littéralement « paroisse neuve ». Moëdec viendrait de nouez qui signifie « mouillé ».

## Histoire

### Moyen Âge
Saint Envel, ermite d'origine galloise, et sa sœur sainte Yuna auraient vécu à Plounévez-Moëdec, puis à Loc-Envel, au VIe siècle.
Le château de Porz an parc appartenait en 1350 à Alexandre de Kergariou, chevalier, seigneur de Porz an parc, qui épousa Marie de Lannion. Alexandre de Kergariou, un de ses descendants fut pourvu du gouvernement de Morlaix par lettres du roi Henri III, données à Paris le 18 juillet 1586.

### Les Hospitaliers
La chapelle de Keramanac'h fut fondée au XIIe siècle par les Hospitaliers de l'ordre de Saint-Jean de Jérusalem, raison pour laquelle elle était initialement dédiée à saint Jean. En 1697 encore, la commanderie hospitalière de Plouaret (qui dépendait de celle de La Feuillée) possédait seize fermes à Keramanac'h et y levait encore la dîme, même si les moines hospitaliers avaient quitté Keramanac'h vers 1677. La chapelle fut par la suite dédiée à Notre-Dame. Le calvaire situé dans l'enclos paroissial date de 1827.

### Époque moderne
Jean-Baptiste Ogée décrit ainsi Plounévez-Moëdec en 1778 : 

« Plounévez-Moedic, sur une hauteur, et sur la route de Guingamp à Morlaix ; à six lieues au sud-sud-ouest de Tréguier, son évêché, à 31 lieues de Rennes et à quatre lieues de Guingamp, sa subdélégation. la paroisse ressortit à Lannion et compte 2 000 communiants. La cure est à l'alternative. Keranrais, haute justice, à M. de Bonteville ; Kerprigent-Kerbader, haute justice, à M. de Lanascol ; Saint-Loha, moyenne et basse justice, à M. Duparc-Kerivon. Ce territoire, borné à l'est par la rivière du Léguer, renferme des terres en labour, des prairies et des landes qui sont plus étendues que celles des paroisses voisines. »

### LeXIXesiècle

#### Plounévez-Moëdec décrit en 1845
A. Marteville et P. Varin, continuateurs d'Ogée, décrivent ainsi Plounévez-Moëdec en 1845 : 

« Plounévez-Moëdec (sous l'invocation de saint Pierre) : commune formée de l'ancienne paroisse de ce nom, aujourd'hui succursale ; chef-lieu de perception. (...) Principaux villages : Kergadalen, le Plesq, Kervernard, Gouardreus, Kerharant, Kerniou, le Rest, Kerdelahaye, Keranfeuillan, Saint-Loha, Saint-Lavent, Coz-Kerhuel, Guerbrigent, Saint-Eturien, Kerderien, Kergrec'h, Keramanac'h, Goashalec, Guénanbargat, Lan-Neauverte, Kermodin, Roz-an-Norvel, Pors-an-Parc, le Danot, Kerigonant, Traouchi, Kerafol, Keryevel, Lanjanen, Kerloshouarn, le Dern, Haye-Bian, Kereven, Kermarhiou, Kerarmor, Coat-Losquet. Superficie totale : 4 036 hectares dont (...) terres labourables 2 266 ha, prés et pâturages 422 ha, bois 209 ha, vergers et jardins 4 ha, landes et incultes 955 ha (...). Moulins : 22 (du Rest, Buluno, Marec, Milin-Dour, Ar-Coat-Sec'h, Ar-Coz-Saper, Cozquer, Paper-ar-Cozquer, Kerbabu, Mojean, Kerlaffret, Kereven, Kerambastard, à eau). (...). Il y a dans cette commune, outre l'église, les chapelles de Sainte-Jeune, de Notre-Dame de Keramanac'h, de Saint-Tugdual et de Saint-Lavan ; les deux premières étaient autrefois trèves de Plounévez. (...) Plounévez-Moëdec fait des exportations considérables de beurre, graisse, suif et avoine. Les marchés de Morlaix, Lannion et Guingamp reçoivent ces denrées et les exportent eux-mêmes en pays étranger. Pendant longtemps le chemin (...) qui se dirige vers Morlaix a été entretenu avec un quartz améthyste très beau, qui servait aussi à façonner de charmants bijoux : la carrière qui le fournissait est pour ainsi dire épuisée maintenant, et l'on ne retrouve plus guère de ce beau quartz que dans les débris de la route qu'il servait à macadamiser. Il y a à Keven des forges assez importantes. La route de Paris à Brest traverse la commune de Plounévez-Moëdec (...). Géologie : granite ; quartz. On parle le breton. »

#### Keramanac'h et sa chapelle
Anatole Le Braz écrit au début du XXe siècle : « Keramanac'h était une des haltes les plus fréquentées. À la place de la misérable auberge (...) s'élevait une vraie hôtellerie, la meilleure peut-être d'entre Morlaix et Guingamp. (...) Les diligences des messageries y relayaient, et j'ai souvent compté jusqu'à cinq voitures de roulage arrêtées à la queue-leu-leu devant sa porte. (...) Le chemin de fer l'a tuée ».
Selon les souvenirs d'un vieux cantonnier, Jérôme Lozac'h, recueillis en breton par Anatole Le Braz au début du XXe siècle, la chapelle de Keramanac'h, située sur la "Hent ar roué" (la "Route du roi", devenue par la suite la Route nationale 12), était ouverte jour et nuit (éclairée par des cierges) aux voyageurs venus invoquer les deux statues de la Vierge, Notre-Dame de Bonne-Nouvelle et Notre-Dame du Bon-Voyage, « l'une pour qu'elle vous préservât de tout accident sur les parcours, l'autre pour que rien de fâcheux ne vous attendît à l'arrivée ». Chaque jour on y célébrait la messe et « il pleuvait de l'argent dans les troncs ».
« Quiconque traversait Keramanac'h lui payait péage pour s'assurer la protection des deux saintes. (...) Les plus généreux étaient les matelots (...). Des voyageurs d'un genre à part, s'acheminant eux aussi sur Brest, mais à pied, les pauvres diables, et entravé, c'était les galériens [s'y arrêtaient aussi] » ajoute Anatole Le Braz.
Vers 1900, la chapelle de Keramanac'h est à l'abandon : « L'œuvre de destruction est commencée. Le vent joue librement dans l'édifice et la chouette, oiseau des ruines, y a déjà élu domicile » témoigne Anatole Le Braz.

### LeXXesiècle

#### La Belle Époque
L'inventaire des biens d'église fut effectué à Plounévez-Moëdec le 11 mars 1906 sans incident notable.

#### La Première Guerre Mondiale
Le monument aux morts fait état de 170 soldats morts pour la France pendant la Première Guerre mondiale.
Pierre-Marie Vallée, mort le 22 août 1914, a été décoré dans l'ordre de la Légion d'Honneur.

#### La Seconde Guerre mondiale
Aucun mort au combat n'est répertorié pour la Seconde Guerre mondiale.
Yves Ogel, 18 ans, et Théophile Roudaut, de Plounévez-Moëdec, furent martyrisés et fusillés par les Allemands le 7 août 1944.

### LeXXIesiècle
La reconstruction de l'abattoir situé jusque-là à Lannion, décidée pour des raisons sanitaires et de bien-être animal, a commencé en 2021 à Plounévez-Moëdec, au cœur d'une zone d'élevage bovin.
Le 12 octobre 2017, le conseil municipal de Plounérin donne un avis favorable au projet d'implantation d'éoliennes sur le site de Beg ar C'Hra. Le projet se concrétise plusieurs années après : 4 éoliennes de 150 mètres de hauteur, pour une puissance installée totale de 14,7 MW, sont construites entre 2023 et 2025 par RWE Renouvelables ; 3 le sont sur le territoire de la commune de Plounévez-Moëdec et 1 sur celui de Plounérin. Un projet d'implantation d'une éolienne de 180 mètres de haut, destinée à alimenter une station de recharge pour véhicules électriques en bordure de la RN 12, porté par la société Kallista, suscite des oppositions.

## Politique et administration

### Liste des maires
| Période                                  | Période                   | Identité                           | Étiquette | Qualité                                                                 |
| ---------------------------------------- | ------------------------- | ---------------------------------- | --------- | ----------------------------------------------------------------------- |
| décembre 1812                            | 1837                      | Guillaume Le Roux                  |           |                                                                         |
| ca. 1842                                 |                           | Joseph Sébastien Le Dantec         |           |                                                                         |
| ca. 1878                                 |                           | Louis Corson                       |           |                                                                         |
| ca. 1893                                 |                           | Guillaume Kerellou                 |           |                                                                         |
| ?                                        | ?                         | Gabriel Kerleau                    |           |                                                                         |
| Les données manquantes sont à compléter. |                           |                                    |           |                                                                         |
| mai 1935                                 | novembre 1939             | Jean-Baptiste Le Corre (1895-1945) | PCF       | Résistant                                                               |
| Les données manquantes sont à compléter. |                           |                                    |           |                                                                         |
| avril 1945                               | mars 1965                 | Yves Le Cam (1895-1981)            | PCF       | Cultivateur                                                             |
| Les données manquantes sont à compléter. |                           |                                    |           |                                                                         |
| mars 1971                                | novembre 1992 (décès)     | Francis Cadoudal (1933-1992)       | PCF       | Agriculteur Conseiller général de Plouaret (1976 → 1992)                |
| décembre 1992                            | juin 1995                 | Jean Laurent (1929- )              | PCF       | Artisan plombier, maire honoraire (2006) Adjoint au maire (1971 → 1992) |
| juin 1995                                | En cours (au 23 mai 2020) | Gérard Quilin (1953- )             | DVG       | Agriculteur Conseiller général de Plouaret (2001 → 2015)                |
| Les données manquantes sont à compléter. |                           |                                    |           |                                                                         |

## Démographie
L'évolution du nombre d'habitants est connue à travers les recensements de la population effectués dans la commune depuis 1793. Pour les communes de moins de 10 000 habitants, une enquête de recensement portant sur toute la population est réalisée tous les cinq ans, les populations de référence des années intermédiaires étant quant à elles estimées par interpolation ou extrapolation. Pour la commune, le premier recensement exhaustif entrant dans le cadre du nouveau dispositif a été réalisé en 2005.

En 2022, la commune comptait 1 473 habitants, en évolution de +2,72 % par rapport à 2016 (Côtes-d'Armor : +1,78 %, France hors Mayotte : +2,11 %).
| 1793  | 1800  | 1806  | 1821  | 1831  | 1836  | 1841  | 1846  | 1851  |
| ----- | ----- | ----- | ----- | ----- | ----- | ----- | ----- | ----- |
| 2 647 | 2 100 | 2 131 | 2 555 | 2 877 | 3 003 | 3 161 | 3 513 | 3 594 |

| 1856  | 1861  | 1866  | 1872  | 1876  | 1881  | 1886  | 1891  | 1896  |
| ----- | ----- | ----- | ----- | ----- | ----- | ----- | ----- | ----- |
| 3 580 | 3 800 | 3 837 | 3 688 | 3 648 | 3 340 | 3 303 | 3 114 | 3 063 |

| 1901  | 1906  | 1911  | 1921  | 1926  | 1931  | 1936  | 1946  | 1954  |
| ----- | ----- | ----- | ----- | ----- | ----- | ----- | ----- | ----- |
| 3 122 | 3 157 | 3 046 | 2 900 | 2 772 | 2 711 | 2 622 | 2 519 | 2 213 |

| 1962  | 1968  | 1975  | 1982  | 1990  | 1999  | 2005  | 2006  | 2010  |
| ----- | ----- | ----- | ----- | ----- | ----- | ----- | ----- | ----- |
| 2 210 | 2 066 | 1 890 | 1 641 | 1 482 | 1 347 | 1 405 | 1 413 | 1 442 |

| 2015  | 2020  | 2022  | - | - | - | - | - | - |
| ----- | ----- | ----- | - | - | - | - | - | - |
| 1 435 | 1 463 | 1 473 | - | - | - | - | - | - |

## Lieux et monuments
- Église Saint-Pierre (début XVIe siècle), classée au titre des monuments historiques par arrêté du 12 mai 1932[48].
- Sainte Anne trinitaire de Plounévez-Moëdec.
- Chapelle Saint-Tugdual de Kerpabu (XVIe siècle).
- Chapelle Saint-Luvan (XVIIIe siècle, inscrite partiellement au titre des monuments historiques par arrêté du 20 janvier 1926, élément protégé : le clocher[49]..
- Chapelle de Keramanac'h, (XVe siècle), classée au titre des monuments historiques par arrêté du 19 octobre 1922, éléments protégés : la chapelle, ainsi que le calvaire et l'enclos de la chapelle[50].

- Chapelle Sainte-Jeune, inscrite au titre des monuments historiques par arrêté du 17 décembre 1970[51].
- Chapelle de Portzamparc (1934-1935).
- Croix du Gollot.
- Fontaine de Kerdelahaye (XVIe siècle).
- Manoir de Kermel (XVe-XVIe siècle).
- Manoir du Cosquer (XVIIe siècle).
- Souterrains préhistoriques près de la vallée du Guic, de Coat-an-Picard et de Kergrec’h (âge de fer).
- Enceinte fortifiée de Saint-Juna (époque romaine).
- Château de Portzamparc (XVIIIe siècle).
- Pont romain (XVe siècle).
- Site de l'ancien barrage de Kermansquillec, édifié dans les années 1920 afin d'alimenter l'usine hydro-électrique de la papeterie Vallée créée en 1855. Le site des anciennes Papeteries Vallée est aujourd'hui un lieu de mémoire et de balade.

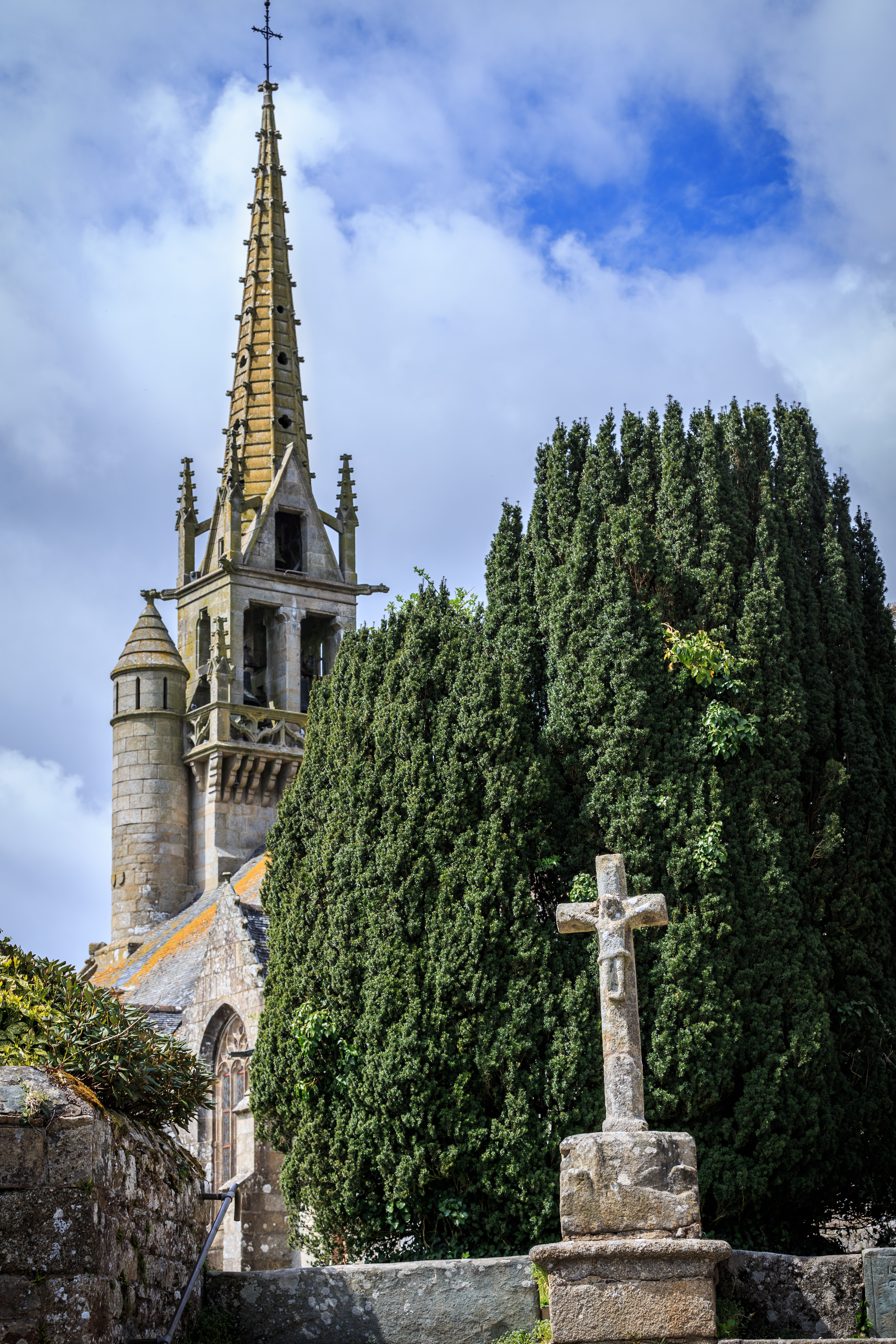
Église Saint-Pierre.
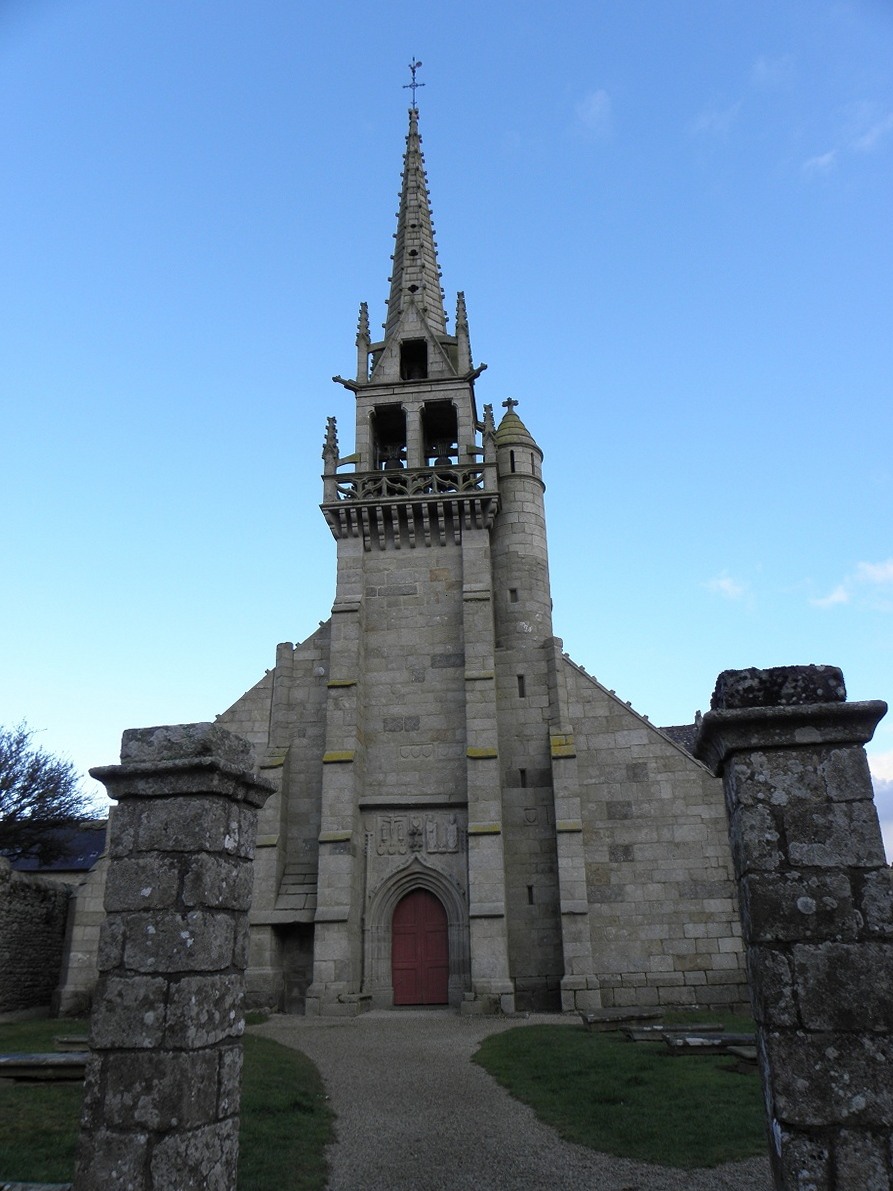
Église Saint-Pierre.
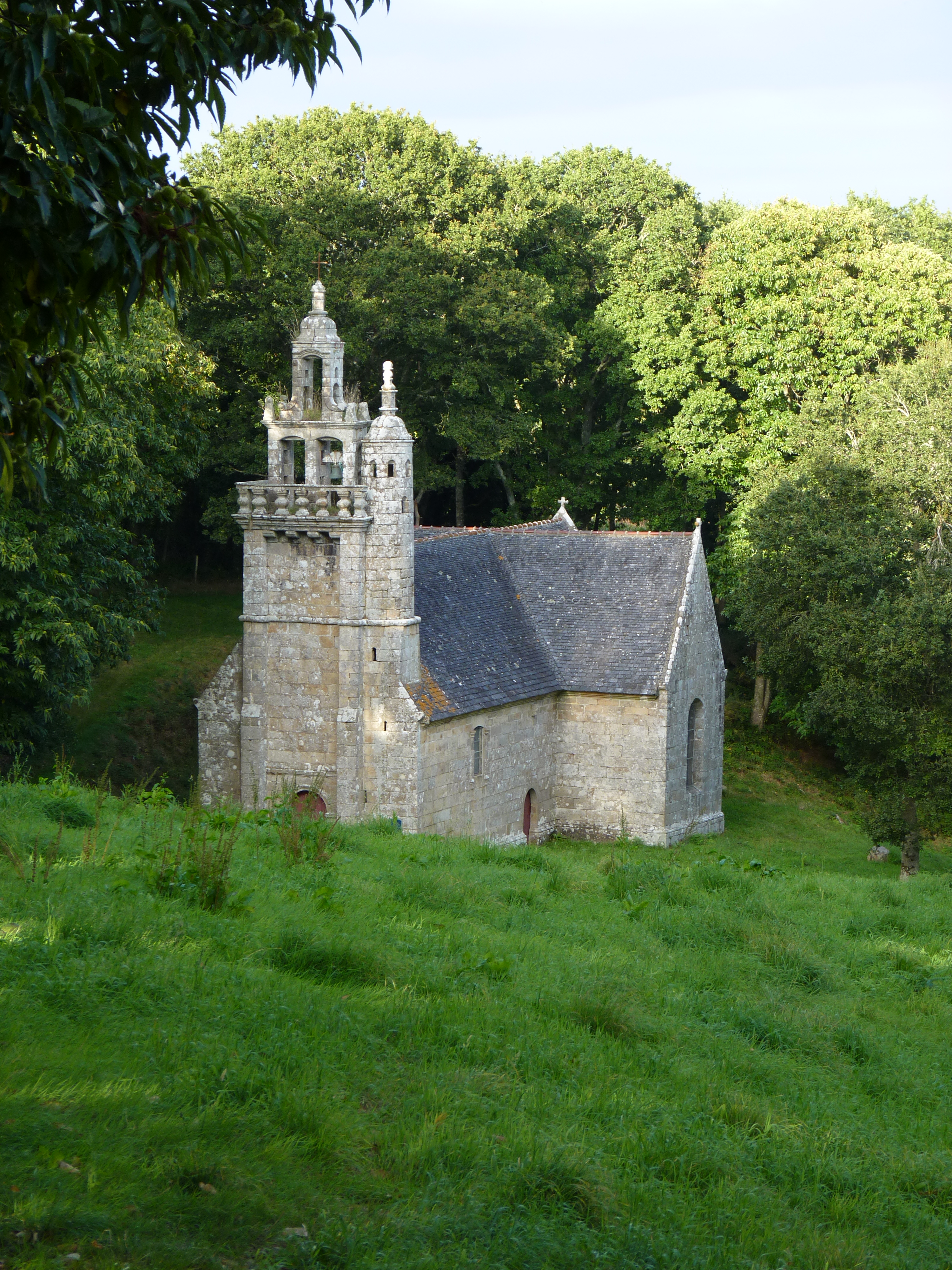
Chapelle Saint-Luvan.
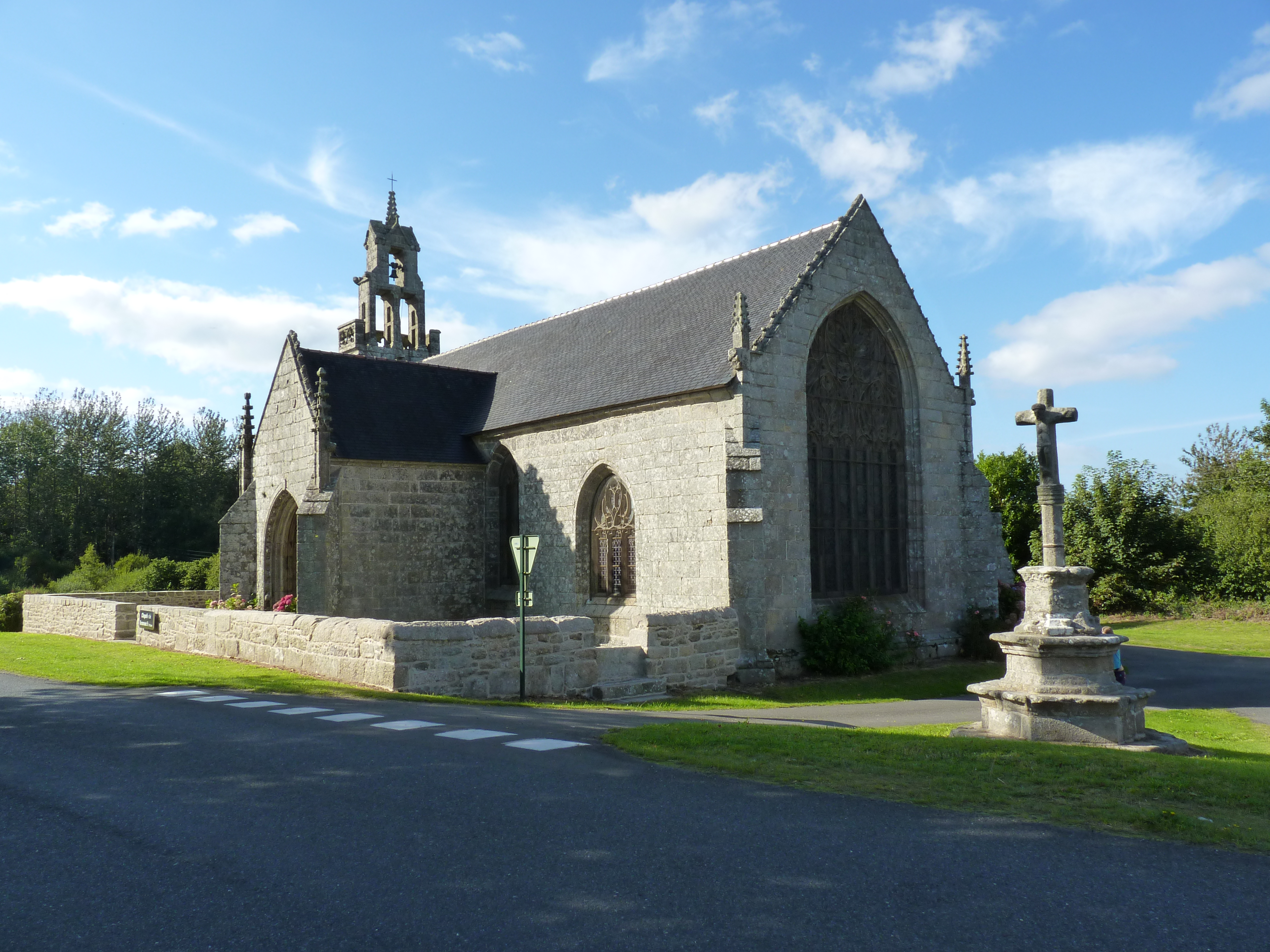
Chapelle Saint-Jean de Keramanac'h.
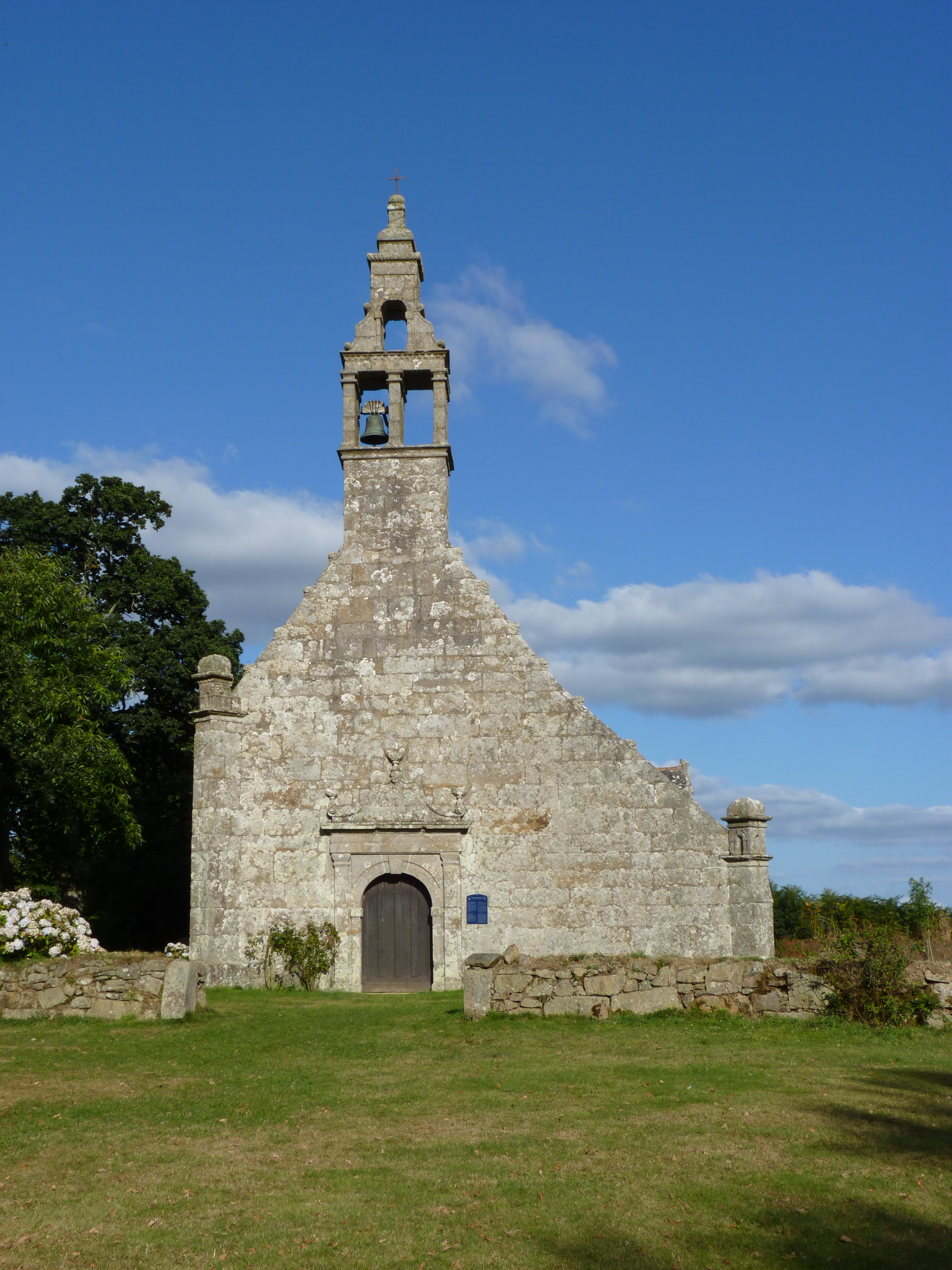
Chapelle Sainte-Jeune.
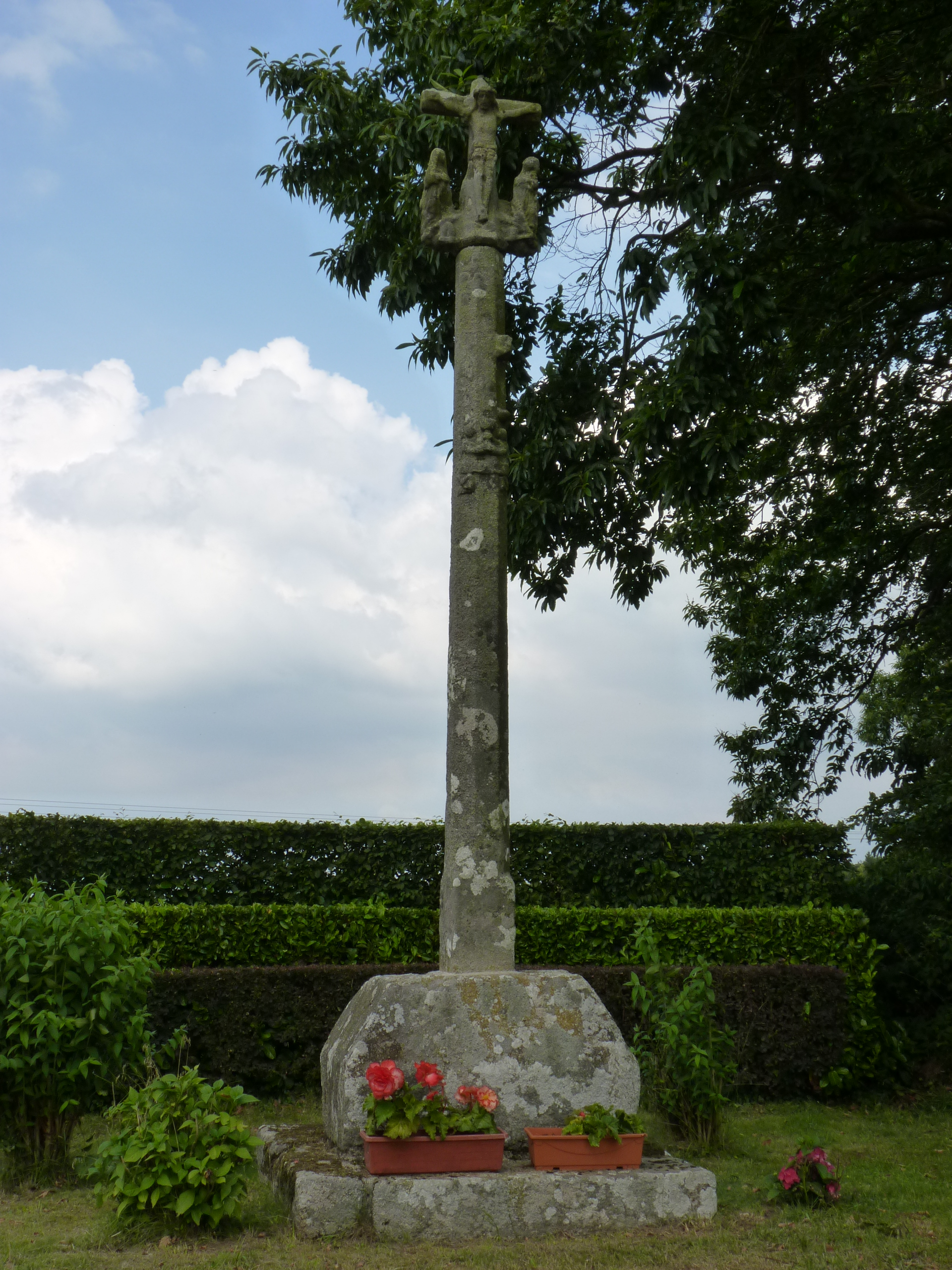
Croix de Gollot.

## Langue bretonne
Le nom en breton de la commune est Plounevez Moedeg.
Depuis l'année 2008[réf. souhaitée], une école associative Diwan est ouverte.
L’adhésion à la charte Ya d'ar brezhoneg label 3 a été votée par le conseil municipal le 27 avril 2010[réf. souhaitée].

## Personnalités liées à la commune
- François Louis du Cosquer de Kergariou (1725-1794), homme politique, né à Plounévez-Moëdec.
- Eugène Lejanne (1848-1932), pharmacien de la Marine et explorateur français, né à Plounévez-Moëdec.
- François Vallée, linguiste breton, (1860-1949).
- François Vallée, résistant, (1912-1944), agent du Service Secret Britannique Special Operations Executive, Compagnon de la Libération, par décret du 4 mai 1944 signé par le général de Gaulle.